# Bakugan Battle Brawlers
 (mai 2011).
Si vous disposez d'ouvrages ou d'articles de référence ou si vous connaissez des sites web de qualité traitant du thème abordé ici, merci de compléter l'article en donnant les références utiles à sa vérifiabilité et en les liant à la section « Notes et références ».
Bakugan Battle Brawlers (爆丸バトルブローラーズ, Bakugan Batoru Burōrāzu) est une série d'animation japonaise-canadien-français en 52 épisodes produite par le studio TMS Entertainment, diffusée entre le 5 avril 2007 et le 27 mars 2008 sur TV Tokyo en Japon et TF1 en France. Au Québec, elle est diffusée à partir du 7 août 2007 sur Télétoon. La version française est diffusée sur Cartoon Network France depuis septembre 2008. Malgré le faible succès de la série au Japon, elle est devenue populaire en Amérique du Nord et trois saisons supplémentaires, co-produite avec Nelvana, sont diffusées entre avril 2009 et janvier 2012.
Une série dérivée au format manga intitulée BakuTech! Bakugan est publiée entre 2010 et 2014 par Shogakukan. Elle est adaptée en deux séries d'animation entre avril 2012 et décembre 2013. Un reboot de la série intitulé Bakugan Battle Planet est diffusé à partir de 2018.

## Synopsis

### Bakugan Équipe d'élite
Un jour, des cartes ont commencé à tomber du ciel et elles ont été ramassées par les enfants du monde entier. Ces cartes présentaient différents personnages, différents environnements et différents pouvoirs. Les enfants ont alors inventé un jeu de bataille populaire, mais ils ne savaient pas que ces cartes correspondaient en réalité à un monde alternatif appelé Vestroia. Les enfants du monde entier jouaient avec ces cartes lorsque 6 enfants sont sortis du lot : Dan, Marucho, Runo, Shun, Julie et Alice. Ils ont appelé les monstres des « Bakugan » et leur groupe « l'Équipe d'élite Bakugan ».
Vestroia est une vaste dimension comprenant six mondes attributs : le Feu (Pyrus), la Terre (Subterra), la Lumière (Haos), les ténèbres (Darkus), l'Eau (Aquos) et le Vent (Ventus). Au centre de cet univers se trouvent deux opposés : le noyau de l'infini, source de toute l'énergie positive et le noyau du silence, source de toute l'énergie négative. Depuis le début du temps, ces deux forces opposées ont maintenu un équilibre sur Vestroia.
Cependant, un vil Bakugan qui voulait prendre le contrôle essaya d’accaparer tout le pouvoir. Son nom était Naga et sa mission était de pénétrer dans le noyau du silence et celui de l'infini pour s'emparer de leurs pouvoirs et de devenir le maître du monde. Dan, ainsi que son équipe, tenteront donc d'anéantir Naga et de replacer les deux noyaux au centre de Vestroia afin de rétablir l'équilibre dans cet univers. Toutefois, Naga n'est pas le seul obstacle dans toute cette histoire...

### Bakugan Équipe d'élite La Nouvelle Vestroia
Dan, Marucho et Shun se rendent sur la nouvelle Vestroia pour libérer les Bakugan des envahisseurs Vestales. C'est là qu'ils rencontrent Mira, Ace et Baron de la résistance des combattants Bakugan qui œuvrent pour le même objectif. Peu de temps après que Dan et les autres ont libéré la Nouvelle Vestroia, le roi Zenoheld est sorti de son refuge avec en sa possession un système d'extermination des Bakugan. Cependant, pour le rendre opérationnel, il a besoin de l'énergie des six anciens guerriers Bakugan. Mais les guerriers ont réussi à déjouer Zenoheld et transférer leur puissance à six Bakugan, les a fait évoluer et rendue plus puissants. Le sort des Bakugan est entre leurs mains.

### Bakugan: Les Envahisseurs de Gundalia
Après avoir vaincu le roi Zenoheld, les Brawlers veulent revenir sur Terre. Ils vont réussir et inventer le Bakugan Interspace grâce à l'aide du mystérieux Ren. Mais en réalité Ren se révèle être un Gundalian. Il a besoin de leur aide car sa planète Gundalia est attaquée par Neathia. Mais l'arrivée de la mystérieuse Fabia va tout remettre en cause...

### Bakugan: La Déferlante Mechtanium
Dans cette saison, Drago vient d'obtenir les pouvoirs de Code Eve (orbe contenant le code ADN de tous les Bakugans) mais ces pouvoirs semblent incontrôlables.
Dan et Drago, en essayant de contrôler les pouvoirs de Code Eve, découvrent que tout cela est une manigance d'un individu nommé Mag Mel et de son Bakugan Razenoid (Drago et Dan pensent les avoir déjà vu). Pendant ce temps, des Bakugans, appelés Bakugan Chaos, attaquent l'Hyper Espace Bakugan.
Dans la seconde partie de la saison, Dan et Drago devront affronter les Nonets : des Bakugans banni par l'ancêtre de Drago dans la Dimension néant ainsi que le mystérieux Wiseman accompagné de ses 4 Mechtogans : Coredegon, Slycerak, Exostryker et Mandivor.

## Personnages

### Personnages principaux
- Daniel "Dan" Kuso : Dan est le chef des Combattants Bakugan. Enfant de douze ans, toujours en quête d'aventures, il connaît mieux la rue que les livres... Dan ne cache jamais ses émotions. Il réagit vite dans les situations difficiles, mais il n'est pas maître de ses nerfs. Sa vie tourne autour des Bakugan, sa plus grande ambition, c'est de devenir le premier joueur Bakugan au monde. Il est le maître des puissances et se sert de l'attribut Pyrus dans les combats. Il est amoureux de Runo, mais il passera la plupart de la saison 1 à se disputer avec elle, par contre il se montrera plus doux envers elle au long de la saison 2, allant parfois jusqu'à lui montrer ses sentiments de temps en temps. Dragonoid Pyrus est le gardien Bakugan de Dan. Celui-ci le surnomme Drago. Il se présente sous la forme d'un Bakugan gigantesque, ressemblant à un dragon. Il vient de Pyrus, espace attribué au feu. C'est l'une des espèces les plus puissantes à habiter sur Vestroia, capable d'évoluer à l'infini de sa propre volonté. Dans la bataille, il a le pouvoir d'émettre une chaleur intense, qui dissout tout ce qui l'entoure. Chef des Bakugan, c'est un véritable chevalier, aux convictions bien ancrées. Il deviendra le Noyau Parfait et ne sera pas capturé par les Vestales. Son amitié pour Dan est indéfectible. Il évolue en Delta Dragonoid II dans la saison 1 et en Neo Dragonoid dans la seconde. Dans la saison 2, Dan rejoindra la résistance des combattants Bakugan pour sauver les 5 Bakugan qui ont sauvé Vestroia et Drago évoluera encore en Cross Dragonoid après avoir obtenu l'énergie Pyrus puis en Helix Dragonoid en ayant absorbé les six énergies avec Jet Dorsal comme Battle Gear; Drago évoluera dans la saison 3 en Dragonoid Etincelant (Lumino Dragonoid) en recevant un élément de Néo, un gardien Bakugan de Neathia et Booster Croisé comme Battle Gear; en découvrant ses origines, il évoluera encore en Blitz Dragonoid avec Axator comme Battle Gear; à la fin de la saison 3 après le combat final, Drago évoluera en Titanium Dragonoid. Dans la saison 4 il obtiendra un Mechtogan nommé Zenthon ainsi qu'un Mechtogan Titan nommé lui aussi Zenthon Titan. Après le combat contre Magmel, il évoluera en Fusion Dragonoid.

- Runo Misaki : Runo est un vrai garçon manqué. À douze ans, ce n'est pas une préado comme les autres. Elle aime jouer au Bakugan avec les garçons. Runo n'aime pas perdre, ses bagarres sont inégales. Parfois, elle gêne ses coéquipiers. Elle est follement amoureuse de Dan et c'est pourquoi elle est jalouse de Julie, cependant elle commencera à donner libre cours à ses sentiments au fur et à mesure de la saison 2. Au combat, elle recourt à l'attribut Haos. Tigrerra Haos est la Bakugan de Runo. Elle vient d'Haos, espace attribué à la lumière. À l'intérieur de son corps se trouve une lame gigantesque, capable de couper n'importe quelle matière du monde humain. De nature très humaine, elle fait entièrement confiance à Julie, qu'elle est prête à protéger coûte que coûte. Tigrerra évolue en Blade Tigrerra.

- Marucho Marukura : Pour un enfant de onze ans, il a la taille d'un enfant de 5 ans. Marucho est d'une sagacité étonnante. Studieux, il s'intéresse à la stratégie des Bakugan. Marucho est le fils unique d'un homme d'affaires milliardaire. Dans les batailles de Bakugan, il trouve des tactiques fondées sur une analyse approfondie des données mais il prend parfois, de façon impulsive, de mauvaises décisions basées seulement sur ces données. Acolyte de Dan, Marucho contribue à décider quel Bakugan serait le meilleur contre un adversaire. Il se soucie des Combattants mais surtout de Dan. Marucho est un maître du jeu de combinaison et se sert des attributs Aquos dans les batailles. Preyas d'Aquos est un Bakugan qui ressemble à un caméléon. C'est le Bakugan gardien de Marucho. Il vient d'Aquos, espace attribué à l'eau. Preyas a la capacité de changer sa structure moléculaire, grâce à son noyau particulier, et de prendre les caractéristiques de trois des attributs : Aquos, Subterra et Darkus. Son apparence ne laisse pas deviner son sens de l'humour très fin. Il se dévoue corps et âme à Marucho. Dans la deuxième partie de la première saison, Marucho aura un double Bakugan nommé Preyas II. Preyas II évolue est a un nouveau bakugan composée de deux bakugan : Angelo (qui recourt aux attributs Aquos et Haos) et Diablo (qui recourt aux attribut Aquos et Pyrus). Tous deux ressemblent à Preyas et ont, eux aussi, un humour très fin. Preyas et Preyas II ne peuvent pas évoluer. Dans la saison 2, Marucho rejoindra la résistance des combattants Bakugan pour sauver les 5 Bakugan qui ont sauvé Vestroia, étant donné que Preyas est dans le château vestal, Marucho trouvera un autre bakugan du nom de Elfin, en recevant l'énergie d'attribut Aquos, elle évoluera en Minix Elfin en ayant obtenu l'énergie Aquos; il semblerait qu'elle soit amoureuse de Preyas. Après la bataille finale contre Zenoheld, il travaillera avec un étranger nommé Ren pour mettre en place et développer l'hyper-espace Bakugan. Son partenaire bakugan sera Akwimos Aquos dans la saison 3 avec comme équipement de combat Gigarth.

- Shun Kazami : Garçon fort, taciturne avec les cheveux longs. Avec Dan, Shun a établi les règles de Bakugan. Il est maître du jeu. Solitaire, il parle peu, mais il sera toujours aux côtés de ses amis en cas de besoin. Il approche le jeu comme un guerrier ninja, très calculateur. Shun emploie l'attribut Ventus dans les combats. Skyress Ventus est un bakugan ayant la forme d'un oiseau. C'est le Bakugan de Shun. Elle vit dans Ventus, espace attribué au vent. Skyress possède des ailes gigantesques, ainsi que plusieurs longues queues, armées de plumes acérées. Elle peut voir à travers les objets mais la capacité suprême de l'espèce Skyress est de renaître de ses cendres. Elle évolue en Skyress Storm. Dans la saison 2, il rejoindra la résistance des combattants Bakugan pour sauver les 5 Bakugan qui ont sauvé Vestroia avec Ingram Ventus comme partenaire et ensuite il évolura Master Ingram. Dans la saison 3, il sera le premier à comprendre, avec l'aide de Fabia, que Ren a menti à tout le monde en prétendant que ce sont les Neathiens qui envahirent la planète Gundalia alors qu'il s'agit de l'inverse. Son Bakugan sera Hawktor Ventus, avec Swayter comme Battle Gear.

- Julie Makimoto : Julie peut sembler dispersée, mais elle sait se mesurer aux meilleurs dans le jeu de Bakugan. On la décrit comme une petite princesse et dans les conversations, elle peut être un peu crâneuse. Elle est pétillante, extravertie... et elle adore Dan ! C'est sa fan inconditionnelle. Mais vers la fin de la saison 1, elle tombera amoureuse de son ami d'enfance Billy. Elle vit dans la vallée isolée de Bakugan. Elle est spécialiste des attaques directes et se sert de l'attribut Subeterra au combat. Gorem Subterra est le Bakugan gardien de Julie. Il vient de Subterra, espace attribué à la terre. Tout son corps se compose de cellules extrêmement dures, qui le rendent particulièrement lourd. Doux et obéissant, sa colère ne peut être calmée que par Julie. Il évolue en Hammer Gorem.

- Mascarade / Alice Gehabich : Mascarade est un personnage très mystérieux qui a un but : envoyer tous les Bakugan vers la dimension Néant. Grand joueur Bakugan, principal rival de Dan, il porte un masque : s'il l'enlève, alors Alice apparaitra. Dans les batailles, Mascarade est très dangereux grâce à la carte Néant, qui lui permet d'envoyer le Bakugan perdant dans cette dimension. Associé à Hal-G, il a pour objectif que les ténèbres l'emporte en tirant toute l'énergie négative, faisant de Naga le chef suprême de Vestroia et de la Terre ! Il est maître de l'attribut Darkus. Hydranoid Darkus est le Bakugan de Mascarade. Il vient de Darkus, espace attribué aux ténébres. Tout son corps se compose d'une structure cellulaire très intelligente et indépendante. Même si sa mobilité est moindre pendant les batailles, sa cruauté est effroyable. Mascarade exerce un pouvoir complet sur Hydranoid. Il est le maître maléfique suprême du Bakugan. Hydranoid évolue d'abord en Dual Hydranoid puis en Alpha Hydranoid. Elle a quitté la série après New Vestroia.

- Chan Lee (イチャン, Ichan?) : Une combattante Pyrus très douée avec un style porté vers les arts martiaux. Au début, elle sera la complice de Mascarade et affronta Dan deux fois, une fois en solitaire puis lors d'un triple combat avec Klaus et Julio, bien évidemment elle perdra. Après avoir reconnu ses torts, rejoindra l'équipe d'élite pour combattre Naga. Elle est amoureuse de Joe, le webmestre du site des combattants d'élite. Dans la saison 2, elle aidera Alice dans un combat contre Shadow Proove, et elle arriveront ensemble à détruire Hadès Darkus. Son Bakugan est Foretress Pyrus, c'est un guerrier à quatre visages représentant le calme, la joie, la tristesse et la colère.

- Klaus Von Hertzon : Un combattant Aquos très châtelain avec une vie de même, il possède plusieurs châteaux dans le monde. Il réussira à piéger Marucho et à envoyer Preyas dans la dimension Néant. Mais avec l'aide de Mascarade il le récupérera et s'en servira même contre Marucho lors d'un triple combat pour l'humilier davantage. Mais il perdra et rejoindra l'équipe d'élite. Après la grande bataille contre Naga, on reverra Klaus dans la saison 2. On ne sait comment, il sera à Vestroia pour construire des hôtels destiné à toutes les victimes innocentes de la guerre de Zenoheld. Son Bakugan est Sirenoid Aquos, c'est une sirène d'une très grande beauté avec un chant envoûtant.

- Julio : Un combattant Haos, un vrai colosse qui fait exception au fait que ceux qui ont du muscle n'ont pas de cervelle. Bien au contraire, il est redoutable et redouté. Il rejoindra l'équipe d'élite après avoir perdu lors du triple combat contre Dan, Runo et Marucho. Son bakugan est Tentaclear Haos, un œil entouré de six tentacules, mais c'est un regard aveuglant et dangereux.

- Komba : Un combattant Ventus, qui est surtout un petit paquet de nerfs, il préfère rejeter la faute sur les autres plutôt que d'admettre ses erreurs. Il était invaincu jusqu'à ce qu'il perde face à Shun de manière écrasante. Il l'affrontera de nouveau sous les ordres de Mascarade mais perdra à nouveau. Il reconnaîtra enfin sa défaite et supplia même Shun de devenir son mentor. Son Bakugan est Harpus Ventus, une harpie qui a calqué le même caractère que Komba qu'elle vénère.

- Billy : Un combattant Subterra, un ami d'enfance de Julie. Tout comme Julie, c'est un fou de baseball, il en a d'ailleurs fait son style. C'est un bon joueur, mais il est frustré car il n'a jamais dépassé le dixième rang. Mascarade le persuadera de travailler pour lui promettant la neuvième place. Mais Julie réussira à lui rappeler les bons moments d'enfance, mais c'est surtout en risquant de finir dans la dimension Néant avec Gorem qu'elle le réveillera. Avant la bataille finale, il tombera amoureux de Julie, impressionné par son courage. Elle répondra à ses sentiments et sortira avec lui. Son Bakugan est Cycloïd Subterra, un cyclope avec une énorme massue et une fidélité inébranlable envers son maître qu'il appelle souvent « coach » ou « patron ».

- Joe : C'est le concepteur et l'administrateur du site internet de l'équipe d'élite Bakugan. Il fut soupçonné d'être un espion pour Mascarade, mais les combattants découvrirent qu'en réalité, il avertissait les joueurs de Bakugan via internet de ne pas accepter de combattre Mascarade. Il souffre en fait d'une maladie qui fait qu'il reste très souvent à l'hôpital, au risque de mourir. Mais un jour, Wavern utilisa la puissance du Noyau de l'Infini pour le guérir définitivement. Elle restera avec lui, certaine qu'il sera un bon gardien. Son Bakugan sera temporairement Wavern, elle n'a pas d'attribut car comme son frère Naga, elle a un Bakugan blanc, une espèce éphémère et rare de Bakugan.

- Michael / Hal-G : Michael, chercheur d'une cinquantaine d'années, est le premier à avoir découvert un portail entre un univers alternatif connu sous le nom de Vestroia et notre monde. Après s'être télétransporté dans l'autre dimension, Michael a vite été absorbé par la force malveillante du noyau du silence et transformé en un savant mégalomane. Après être revenu sur Terre sous l'identité de Hal-G, il a tout de suite recruté Mascarade pour tenter de l'aider à détruire tous les Bakugans qui lui barrent la route. Il sera finalement purifié dans le final de la saison 1 après la mort de Naga, face à Drago et à l'équipe d'élite Bakugan.

### Personnages deLa Nouvelle Vestroia
- Baron Letloy : Baron a treize ans et c'est une pipelette sur pieds. Il est membre de la résistance des combattants Bakugan. Pendant les batailles, il recourt à l'attribut Haos, attribut de la lumière. Son Bakugan est Némus Haos. Ayant obtenu l'énergie Haos, il évoluera en Méga Nemus.

- Ace Grit : Ace est le plus puissant de la résistance des combattants Bakugan dont il est membre. Il aime Mira et ne l'avouera qu'à son Bakugan qui est Percival Darkus. Pendant les batailles, il recourt à l'attribut Darkus. Ayant obtenu l'énergie Darkus il évolura en Midnight Percival.

- Mira Clay : Mira est la chef de la résistance des combattants Bakugan. Pendant les batailles, elle recourt à l'attribut Subterra. Son Bakugan est Wilda de Subterra. Ayant obtenu l'énergie Sub Terra, il évolura en Magma Wilda. C'est aussi la sœur de Keith / Spectra qui la rejoindra en fin de 2e saison.

- Spectra Phantom / Keith Clay : Spectra est le chef des Vexos qui sont les meilleurs combattants des Vestales. Grand rival de Dan, il recourt au même attribut que lui. Spectra a un masque. Il l'enlèvera quand Mira gagnera contre son second, Gus. Il se révèlera être Keith Fermin le frère de celle-ci. Son Bakugan est Hélios de Pyrus. Un jour, Spectra transformera Hélios en un Bakugan mécanique. Il voudra prendre possession de la Nouvelle Vestroia seul après avoir été trahi par Zenoheld, mais il est particulièrement intrigué par les idées de Dan sur les Bakugan. Après plusieurs batailles contre Dan, il finira par se rallier aux Résistants, admettant qu'il avait raison sur le fait que les Bakugan mécaniques ne pourront jamais être plus forts que les organiques. Keith aidera Dan à concevoir un équipement de combat pour Drago à l'aide de toutes les données qu'il avait collectées sur lui. Dans la saison Bakugan La Déferlante Mechtanium, Spectra a changé d'attribut, passant de Pyrus à Darkus, même son Bakugan Hélios en évoluant en Infinity Hélios passera à l'attribut Darkus.

- Gus : Il est le second de Spectra, il lui est entièrement dévoué. Il risquerait même sa vie pour lui prouver sa loyauté, qui sera d'ailleurs totalement infaillible. Il ira même jusqu'à affronter le roi Zenoheld pour laver l'affront qu'il fit à Spectra. Il est très stratègique et redoutablement efficace pour semer le trouble chez les autres. C'est d'ailleurs grâce à lui que le prince Hydron reniera son père pour tenter de le destituer, et finalement le tuera dans la bataille finale. Son Bakugan est Primo Vulcan Subterra, comme Gus est totalement dévoué à Spectra, Vulcain a une foi inébranlable envers Gus.

- Mylène Farrow : Mylène est la première combattante Vexos qui utilisa l'attribut Aquos. Son premier Bakugan est Elico d'Aquos, mais elle s'en débarrassera au profit d'un Bakugan mécanique : Macubass Aquos. Elle est froide et cruelle, elle ne montre aucune pitié au combat. Mylène, Shadow et le Professeur Clay sont les seuls Vexos qui n'aient jamais trahi Zenoheld. Lors d'un combat en équipe avec Shadow Prouve face à Mira et Spectra à la fin de la saison 2, (épisode 48), Macubass sera détruit par Wilda, et Mylène disparaîtra avec Shadow Prove à la suite d'une défaillance de l'hyper-espace Bakugan après que celle-ci tentera d'exiler Mira et Spectra de la même manière qu'Hydron le fit avec Lync et Volt. Elle est présumée morte.

- Shadow Prove : C'est un être immonde et très nerveux, membre des Vexos, il ne peut pas s'empêcher de faire le malin et de sortir sa langue. Il aura un bakugan temporaire Sylvee Darkus qui sera vaincu par Marucho dans l'épisode 11. Il est spécialiste de l'attribut Darkus, son premier Bakugan fut Hadès Darkus mais celui-ci sera détruit par Alpha Hydranoid et Fortress lors d'un duel face à Alice et Chan-Lee dans l'épisode 32. Il obtiendra ensuite un autre Bakugan mécanique ressemblant à une araignée qui sera Mac Spider Darkus, qui sera détruit par Hélios (épisode 48). Mylène, Shadow et le Professeur Clay sont les seuls Vexos qui n'aient jamais trahi Zenoheld. Il disparaîtra avec Mylène lors d'un problème avec l'hyperespace Bakugan. Il est présumé mort.

- Volt Luster : Un Vexos plus réfléchi et stratège utilisant l'attribut Haos. Son Bakugan a été Brontes Haos, mais Mylène s'en débarrassera avec son Elico, cependant il ne supportera pas cette décision et tentera de le récupérer mais il échouera. Son Bakugan Mécanique est Boriates Héos. Il voudra quitter les Vexos car ne supportant plus les idées du roi Zenoheld (épisode 46). Il sera banni quelque part dans l'univers par le prince Hydron alors qu'il avait pourtant perdu son duel. Il est présumé mort. Le sort de Boriates est inconnu comme il est banni avec Volt.

- Lync Volan : Un Vexos dont les intentions sont plutôt sombres, parfois fidèle au roi Zenoheld et Hydron, parfois espion de Spectra. Il maîtrise l'attribut Ventus, son premier Bakugan était aussi le premier Bakugan mécanique créé par le professeur Clay (père de Spectra et Mira), Altair Ventus, et le second Bakugan Mécanique à être détruit. Il est détruit avec Griffon/Wired par Baron, Nemus et Piercian dans l'épisode 11. Il obtiendra un second Bakugan Mécanique Aluze Ventus. Vers la fin de la saison 2, épisode 47, Aluze sera détruit par Dryoid, et Lync sera exilé par le prince Hydron comme son compagnon Volt en voulant protéger Alice dont il est tombé amoureux alors qu'il était prisonnier sur Terre, cependant avant de disparaître il aura le temps de laisser à la Résistance les plans de l'arme alternative ; d'ailleurs Alice lui pardonnera ses actions à la suite de ce sacrifice, développant même des sentiments pour lui, malheureusement on ne saura jamais ce qu'est devenu Lync. Il est présumé mort. Alice et Spectra seront les plus affectés par sa disparition.

- Roi Zenoheld : Le roi des Vestales et maître des Vexos. Il envoya trois cités sur la Nouvelle Vestroia pour réduire en esclavage tous les Bakugan. Mais ses plans seront déjoués par la résistance des combattants Bakugan qui finiront par détruire les trois contrôleurs des cités ainsi que celui du palais d'Hydron. Il sera chassé avec son palais par les Vestales quand ceux-ci se sont rendu compte qu'il leur avait menti sur la condition des Bakugan. Mais il préparera sa vengeance en voulant se servir du système d'extermination des Bakugan pour les détruire tous. Il s'attaquera aux six anciens guerriers Bakugan pour leur voler l'énergie des six attributs nécessaires au fonctionnement de la machine, il se servira du plus puissant Bakugan mécanique créé: Farbros Pyrus. Il remportera le combat mais les six guerriers confièrent leurs énergies à six Bakugans de la résistance (Drago, Wilda, Nemus, Percival, Elfin, Ingram). Le système sera également détruit, mais il ne s'avouera pas vaincu pour autant. Il voudra se servir de « l'arme alternative », une espèce d'armure créée pour Fabros. Zenoheld finira par perdre la vie à la suite de la trahison de son fils le prince Hydron, l'emportant avec lui ainsi que Farbros, Dryoid et le Professeur Clay dans l'explosion de l'arme alternative. Le Roi Zenoheld causera finalement sa propre perte, car s'il avait mieux traiter son fils ce dernier lui serait rester loyal.

- Prince Hydron : Le fils du Roi Zenoheld, il sera l'instigateur de la première vague d'invasion de la Nouvelle Vestroia, il ira même jusqu'à capturer les Bakugan libérateurs pour les transformer en statues de bronze pour « sa collection », seul Drago manquait. C'est un prétentieux vantard qui cache en réalité une véritable terreur envers son père dont il tente par tous les moyens de gagner un peu de respect, mais sans succès. Après l'exil du Roi Zenoheld par les Vestales, il se vit attribuer un Bakugan mécanique (Dryoid Subterra), il se sert de l'attribut Subterra pour se battre. Il sera à l'origine de l'exil de Volt et de Lync parce que ceux-ci avaient décidés de quitter les Vexos. Mais malgré tous ses efforts, il n'obtiendra rien d'autre de son père que des tortures et de la maltraitance. Il cherchera à se battre contre Zenoheld pour l'évincer, mais il perdra et se fera jeter en prison. Après avoir été libéré lors de l'attaque finale de l'arme alternative, il perdra la vie avec Zenoheld, Farbros, Dryoid et le Professeur Clay lors de l'explosion qu'il provoquera.

- Professeur Clay : C'est le scientifique des Vexos. C'est lui qui construira leurs Bakugan mécaniques ainsi que le système d'extermination des Bakugan et l'arme alternative. Il est extrêmement loyal envers Zenoheld et obsédé par ses recherches. Mylène, Shadow et le Professeur Clay sont les seuls Vexos qui n'aient jamais trahi Zenoheld. Mira tentera de le convaincre à plusieurs reprises de la rejoindre sans succès. Pendant la bataille finale, Mira et Keith réussiront à l'enlever de force, mais à ce moment, l'arme alternative commencera à exploser et il poussera Mira pour l'empêcher d'être écrasée par des débris (montrant qu'il se soucie toujours de ses enfants). Il décidera de retourner à son labo, en disant ses derniers mots à sa fille "Désolé Mira". Il aura le temps d'analyser les données fantômes qu'il avait utilisé pour construire l'arme alternative. Il mourra dans l'explosion de l'arme alternative avec Zenoheld, Farbros, Dryoid et Hydron, mais pas avant d'avoir vu les Bakugan de l'Ordre des Douze.

### Personnages desEnvahisseurs de Gundalia
- Ren Krawler : C'est un combattant Darkus, habitant de Gundalia. Il possède le dernier Bakugan Obscur et travaille secrètement pour l'Ordre des Douze. Mais face à Dan et aux autres c'est un allié, son Battle Gear est Boomix. Et son gardien est Linehalt. Il restera longtemps fidèle à l'empereur Barodius, pensant que c'est le seul moyen de sortir des ténèbres, mais au fur et à mesure des combats contre les combattants Bakugan, il finira par comprendre qu'il faisait erreur et se ralliera aux combattants et son gardien découvrira à quoi servent ses pouvoirs interdits. D'ailleurs c'est grâce à Linehalt que Neathia sera entièrement reconstruite.

- Fabia Sheen : C'est la princesse de Neathia et la sœur de la Reine de Neathia, elle utilise Haos comme attribut et son Bakugan gardien est Aranaut, son Battle Gear est Méga-Arsenal. Elle semble très liée par l'amitié de Ren. Son fiancé Jin est mort au combat, tué par Kazarina et Lumagrowl.

- Jake Vallory : Habitant de la terre, il va dans le même collège que Dan. Son gardien est Coredem Subterra et son Battle Gear est Marteleur.

- Sid : Un gundalien assez nerveux, qui n'a soif que de batailles. Il préfère foncer tête baissée d'abord et réfléchir après, ce qui ne l'empêche pas d'être un redoutable adversaire. Il posera de sérieuses questions à Ren sur sa fidélité envers l'empereur Barodius et finira même par le convaincre de changer de camp avant de mourir en tombant d'un précipice, il aura juste le temps de lèguer son bakugan à Duarte. Il est le seul membre de l'équipe de Duarte à mourir. Son bakugan est Rubanoid Pyrus, son Battle Gear est Equipement Destrakon.

- Lena : Un gundalien fort intellectuel qui ne vis que par les statistiques et les faits, ce qui en fait un esprit très intelligent. Son bakugan est Phosphos Aquos, son Battle Gear est Terrorcrest.

- Zenet : Une gundalienne très prétentieuse, un peu de la même trempe que Sid. Mais elle est sournoise, tout comme sa façon de combattre. Elle possède également le pouvoir de prendre l'apparence de n'importe qui. Son bakugan est Contestir Haos, son Battle Gear est Sparta Explosif.

- Mason Brown : Un gundalien assez polyvalent, assez apprécié par Ren car il est un peu celui qui joue le rôle de conciliateur en cas de conflit dans l'équipe. Son bakugan est Avior Subterra, son Battle Gear est Lashor.

- Jesse : Un gundalien avec des allures de comédien de théâtre, il se promène toujours avec son livre de psaumes gundaliens contenant également les cartes capacités de ses combats. Il est toujours calme et réfléchit, mais a l'habitude agaçante de toujours parler en vers lors de ses combats. Son bakugan est Plitheon Ventus, son Battle Gear est Equipement Vilantor.

- Nurzak : Le membre Subterra de l'Ordre des Douze, il servait déjà l'empereur du temps du père de Barodius. C'est le plus sage de tous les membres de l'Ordre, et il sera le premier à vouloir faire la paix avec Neathia et renverser Barodius, mais son complot sera trahi par sa prétendue complice, Kazarina. Il disparaîtra, et sera présumé mort 3 fois, la première après son combat contre Barodius dans l'épisode 21, puis contre Kazarina et Stoica dans l'épisode 32 et enfin après avoir été électrocuté par Barodius dans l'épisode 38, mais survivra toujours. Après la mort de Barodius, il sera le nouvel empereur puisqu'il sera l'unique survivant de l'Ordre des douze qu'il reformera avec l'équipe de Ren (Zenet, Mason, Jesse, Lena, Ren). Il sera premier ministre dans Bakugan La Déferlante Mechtanium. Son bakugan est Sabator Subterra.Son Battle Gear est Chomppix.

- Kazarina : La membre Haos de l'Ordre des Douze et directrice du Centre d'Étude Biologique Bakugan, elle est complètement folle et se sert de bakugans vivants pour effectuer ses expériences. Elle ne rêve que d'une chose, devenir le bras droit de Barodius par tous les moyens. Pour y parvenir, elle trahira Nurzak en livrant son complot à l'empereur. C'est elle qui hypnotise les humains enlevés dans l'hyper-espace bakugan pour en faire de fidèles soldats de l'armée gundalienne. Elle les renverra finalement chez eux et hypnotisera Jake, après l'avoir battu pour qu'il devienne son garde personnel pendant un temps, après qu'il a été formateur des soldats gundaliens pour qu'ils apprennent comment battre les cinq membres restants de l'équipe d'élite. En faisant évoluer Dharak, pour qu'il devienne plus fort et puisse détruire le troisième bouclier, Kazarina devient commandante en seconde après que Barodius ait destitué Gill de son poste de second. Son bakugan est Lumagrowl Haos, son Battle Gear est Equipement Barias. Elle sera assassinée par Gill, pour l'avoir insulté une énième fois, et son corps sera emmenée dans un lieu inconnu par Lumagrowl.

- Airzel : Le membre Ventus de l'Ordre des Douze, il est plus réfléchi que les autres mais aussi assez vantard, il adore les attaques sournoises mais puissantes. C'est le protégé de Gill. Sans savoir que Stoica fera écouter sa conversation à Barodius, il se confessera en disant que Kazarina été tuée par Gill. Il perdra la vie avec Strikeflier en voulant sauver Gill. Son bakugan est Strikeflier Ventus, son Battle Gear est Turbine de Combat.

- Stoica : Le membre Aquos de l'Ordre des Douze, il est aussi redoutable que narcissique, il aime semer le trouble en se moquant des capacités de l'adversaire, mais ses remarques n'ont jamais eu vraiment d'effets sur les combattants d'élite. C'est le seul membre de l'Ordre des Douze qui n'est jamais trahi Barodius. Quand Airzel se confiera sur la mort de Kazarina des mains de Gill, il fera écouter la conversation à Barodius. Il sera éliminé avec Lithyrius en même temps que Dragonoid Colossus par Dharak, trahi par ce dernier. Son bakugan est Lithyrius Aquos, son Battle Gear est Razoïd.

- Gill : Le membre Pyrus de l'Ordre des douze, c'est le bras droit de Barodius et son plus fidèle lieutenant. D'abord allié avec Kazarina, leur rivalité augmentera à mesure qu'ils convoiteront les bonnes grâces de Barodius. Gill s'est toujours méfié de Kazarina qu'il jugeait trop prétentieuse et trop ambitieuse, malheureusement il ne se sera pas assez méfié et il perdra sa place de second pour Kazarina, ce qui le contrariera énormément. Plus tard il la tuera, pour l'avoir insulté une énième fois, ce qui libérera tout le monde de son emprise hypnotique, mais il sera tué par Dharak Phantom comme châtiment avec Krakix, Airzel et Strikeflier. Son bakugan est Krakix Pyrus, son Battle Gear est Vicer. Ce sera finalement Gill qui finira par provoquer la défaite de son camp.

- Barodius : Le chef de l'Ordre des douze, ainsi que l'empereur gundalien. Il veut à tout prix s'emparer du globe sacré de Neathia pour avoir le contrôle de tous les bakugans de l'Univers et ainsi lancer une conquête totale. Son bakugan est Dharak Darkus, qui est en fait l'opposé de Drago, son Battle Gear est Airkor. Avec les expérimentations de Kazarina, Barodius le fera évoluer en Dharak Phantom Darkus. Barodius perdra le combat final contre Dan mais tentera malgré tout de s'emparer du globe sacré, c'est ce qui le perdra car lui et Dharak ne supporteront pas l'énorme quantité d'énergie qui en résultera, et ça lui coûtera la vie ainsi qu'à son bakugan. Il reviendra dans Bakugan La Déferlante Mechtanium en tant que Mag Mel et Dharak en tant que Razenoïd, ayant tous les deux mutés après être entré en contact avec Code Eve. Ils seront tués pour de bon par Dan et Drago.

### Personnages deBakugan La Déferlante Mechtanium
- Rafe : Rafe est un jeune soldat à l'esprit patriotique qui fait partie des Chevaliers du Château de Neathia.Il a reçu pour mission de se rendre dans l'Hyper-Espace pour se former auprès des Combattants.

- Paige : Paige est une ancienne combattante de Gundalia, envoyée par la Reine de Neathia pour s'entraîner aux côtés des Combattants.Sur le champ de bataille, Paige ne connaît pas la peur et elle est souvent la première à lancer l'attaque. On découvre par sa réaction lorsque Dan avoue aux combattants et à leurs alliés que Mag Mel est en fait Barodius, qu'elle le déteste (l'appelant "cette vieille ordure"), montrant qu'à part son cercle privé et certains de ses gardes, Barodius était méprisé par son propre peuple.
- Sellon: Jeune Neathienne, au service de Mag Mel, grande rivale de Shun Kazami dans la présente saison. Elle a eu pour mission de battre Drago et de récolter le pouvoir afin de le transmettre à Mag Mel pour qu'il se libère de sa prison. Elle sera tuée par Mag Mel, trahie par ce dernier, alors qu'elle avait accompli sa mission.
- Anubias: Jeune Gundalian, au service de Mag Mel, grand rival de Dan Kuso dans la présente saison. Il a eu pour mission de battre Drago et de récolter le pouvoir afin de le transmettre à Mag Mel pour qu'il se libère de sa prison. Il sera ravi de voir sa rivale Sellon être tuée par Mag Mel. Il sera finalement tué par Mag Mel, trahi tout comme Sellon par son maître, alors qu'il livrait son dernier combat contre Dan. Son Bakugan est Horridian Darkus.

### Anciens Guerriers Bakugan
Il s'agit des six Bakugans qui ont autrefois sauvé Vestroia, alors qu'un premier chaos s'y est produit, lorsque le noyau parfait s'est scindé en deux, le noyau de l'Infini et le noyau du Silence. Puis, lors de la première saison, où Hal-G et Mascarade ont réussi à envoyer les combattants d'élite dans la dimension Néant, ceux-ci acceptèrent de les en sortir à condition d'accomplir chacun une épreuve visant à faire évoluer leurs Bakugans. Ils seront tués par Zenoheld, mais auront le temps de léguer leurs pouvoirs à Drago et ses amis. Voici les six guerriers en question :
- Apolonir Pyrus : Sans doute le plus sage et le plus puissant des six guerriers légendaires. Il viendra souvent en aide à Dan dans la série. Il imposa à Dan d'affronter chacun de ses amis au combat et de gagner s'il voulait que Drago évolue. À la suite de la réussite de l'épreuve, Drago évolue en Dragonoïde Ultime. Il donnera l'énergie Pyrus à Drago pour échapper aux Vestales, Drago évolua en Cross Dragonoid. Apolonir a la forme d'un dragon avec quatre paire d'ailes, c'est le maître de tous les dragonoïdes.

- Lars Lion Haos : Elle obligea Runo à affronter la version enfantine de Dan afin de lui faire oublier de foncer dans le tas sans réfléchir et de se poser, puis Tigrerra évolua en Blade Tigrerra. Sous sa forme bakugan, c'est une guerrière valkyrie.

- Frosch Aquos : L'épreuve Marucho consista à s'affronter lui-même, ou plutôt tout ce qu'il détestait en lui, dans le but de s'accepter comme il est et ainsi d'être plus libre dans sa tête, grâce à quoi la double forme Preyas II Diablo et Angelo a pu voir le jour. Il a la forme d'une grenouille.

- Clayf Subterra : Son épreuve fut d'obliger Julie à affronter sa grande sœur, dont elle a toujours été jalouse de ses talents, à la suite de quoi Gorem a évolué en Hammer Gorem. Il est aussi grand que Gorem mais il est toujours assis sur un trône.

- Oberus Ventus : Elle a réussi à faire s'affronter Shun et la version enfantine de sa mère, afin qu'il se déculpabilise de la maladie de celle-ci, ce qui fit évoluer Skyress en Skyress Storm. Elle a la forme d'une plante.

- Exedra Darkus : Bien qu'il soit dans le camp ennemi, il fit affronter Alice à Mascarade. Malgré beaucoup de difficultés, Mascarade écrasa Alice, à la suite de quoi Double Hydranoïde évolua en Alpha Hydranoïde. Il a la forme d'une hydre à huit têtes.

## Anime

### Production
La première saison, Bakugan Battle Brawlers ou Bakugan Équipe d'élite, est réalisée au sein des studios TMS Entertainment et Japan Vistec par Mitsuo Hashimoto. Elle est composée de 52 épisodes diffusée du 5 avril 2007 au 20 mars 2008 au Japon sur TV Tokyo.
Une petite série de Bakugan Équipe d'élite appelée Bakugan : Découverte des 5 attributs a été diffusée du 3 au 31 juillet 2008. La version française a été diffusée sur Flip TFO et Télétoon du 5 juillet au 2 août 2008.[réf. nécessaire]
En mars 2009, TMS Entertainment et Nelvana ont annoncé qu'une suite, Bakugan Équipe d'élite La Nouvelle Vestroia (爆丸バトルブローラーズニューヴェストロイア, Bakugan Batoru Burōrāzu Nyū Vesutoroia), était en production. Dans Bakugan Équipe d'élite La Nouvelle Vestroia, Dan, Shun et Marucho ont été appelés à la nouvelle Vestroia, s'alliant à trois nouveaux combattants Bakugan nommés Mira, Ace et Baron contre la diabolique organisation Vexos. La version française de la série est diffusée pour la première fois le 12 avril 2009, en même temps que la première diffusion anglaise, sur la chaine canadienne française Télétoon. En France, la saison est diffusée sur Cartoon Network depuis le 4 janvier 2010. La série est ensuite à partir du 2 mars 2010 diffusée au Japon. Cette saison compte 52 épisodes.
Une troisième saison, Bakugan : Les Envahisseurs de Gundalia (爆丸バトルブローラーズガンダリアンインベーダーズ, Bakugan Batoru Burōrāzu Gandarian Inbēdāzu), est diffusée du 23 mai 2010 au 29 janvier 2011 en Amérique du Nord, puis à partir du 3 avril 2011 au Japon. Cette saison compte 39 épisodes.
Le 10 septembre 2010, Nelvana a annoncé une quatrième saison nommée Bakugan La Déferlante Mechtanium (爆丸バトルブローラーズメクタニウムサージ, Bakugan Batoru Burōrāzu Mekutaniumu Sāji). Celle-ci est diffusée du 13 février 2011 au 26 janvier 2012 en Amérique du Nord. Cette saison compte 46 épisodes.

### Liste des épisodes

#### Pilot (2005)
| No    | Titre français | Titre original | Date de 1re diffusion |
| ----- | -------------- | -------------- | --------------------- |
| Pilot | Bakugan        | Bakugan        | 6 mars 2005           |

#### Saison 1:Bakugan Équipe d'élite(2007-2008)
| No | Titre en français                     | Titre original                                            | Date de 1re diffusion |
| -- | ------------------------------------- | --------------------------------------------------------- | --------------------- |
| 1  | Le combat s'engage                    | 龍の戦士 Ryū no senshi                                    | 5 avril 2007          |
| 2  | Masque et mascarade                   | 嵐を呼ぶ男 Arashi wo yobu otoko                           | 12 avril 2007         |
| 3  | Un combat entre amis                  | 勝手にしやがれ Katte nishiyagare                          | 19 avril 2007         |
| 4  | Dan et Drago                          | 赤い絆 Akai kizuna                                        | 26 avril 2007         |
| 5  | La chance de Runo                     | 憎いあンちくしょう Nikui a n chikushō                     | 3 mai 2007            |
| 6  | Un combat en duo                      | タイガー&ドラゴン Taiga & doragon                         | 10 mai 2007           |
| 7  | L'idole de tous                       | カメレオンアーミー Kamereon'ami                           | 17 mai 2007           |
| 8  | Les demoiselles d'abord               | 美・サイレント Bi. sairento                               | 24 mai 2007           |
| 9  | Bats-toi ou envole-toi                | 愛という名のもとに Ai toiu mei nomotoni                   | 31 mai 2007           |
| 10 | Une combinaison parfaite              | 同じ月を見ていた Onaji gatsu wo mite ita                  | 7 juin 2007           |
| 11 | Petite visite chez grand-papa         | 風の中の少年 Kaze no nakano shōnen                        | 14 juin 2007          |
| 12 | Arrêts de Jeu                         | 時間よ止まれ Jikan yo toma re                             | 21 juin 2007          |
| 13 | L'expert s'en mêle                    | 情熱の嵐 Jōnetsu no arashi                                | 28 juin 2007          |
| 14 | L'histoire de Vestroïa                | 真夏の夜の夢 Manatsu no yoru no yume                      | 5 juillet 2007        |
| 15 | Duel dans le désert                   | ハッとして！GOOD Hatsu toshite! good                      | 12 juillet 2007       |
| 16 | Un combat de champions                | ガッツだぜ!! Gattsu daze!!                                | 19 juillet 2007       |
| 17 | Des amis pour la vie!                 | 君といつまでも Kun toitsumademo                           | 26 juillet 2007       |
| 18 | Évolution, révolution!                | フラッシュ！ Furasshu!                                    | 2 août 2007           |
| 19 | Julie l'intrépide                     | 想い出ぼろぼろ Omoide boroboro                            | 9 août 2007           |
| 20 | Aidez-moi, les amis                   | 明日は明日の風が吹く Ashita ha ashita no kaze ga fuku     | 16 août 2007          |
| 21 | Tous pour un                          | 我が良き友よ Waga yoki tomo yo                            | 23 août 2007          |
| 22 | Le meilleur des Drago                 | 陽はまた昇る Yō hamata noboru                             | 30 août 2007          |
| 23 | La vérité, Joe!                       | 内気なあいつ Uchiki naaitsu                               | 6 septembre 2007      |
| 24 | Le secret du succès                   | 年下の男の子 Toshishita no otokonoko                      | 13 septembre 2007     |
| 25 | Fais-moi confiance !                  | ハートのエースが出てこない Hato no esu ga dete konai      | 20 septembre 2007     |
| 26 | La Dimension Néant ou la mort         | バラードのように眠れ Barado noyōni nemure                 | 27 septembre 2007     |
| 27 | La confrontation !                    | 落陽 Rakuyō                                               | 4 octobre 2007        |
| 28 | Pour l'honneur des combattants        | 唇をかみしめて Kuchibiru wokamishimete                    | 11 octobre 2007       |
| 29 | Une histoire de famille               | 彼女と私の事情 Kanojo to watashi no jijō                  | 18 octobre 2007       |
| 30 | Je suis Marucho et je sais me battre  | 僕が僕であるために Boku ga boku dearutameni               | 25 octobre 2007       |
| 31 | Partenaires pour toujours !           | 夕陽が泣いている Yūhi ga nai teiru                        | 1er novembre 2007     |
| 32 | Sois bonne joueuse, Runo !            | 気になるあいつ Kini naruaitsu                             | 8 novembre 2007       |
| 33 | Une mauvaise blague !                 | 誰だ！ Dare da!                                           | 15 novembre 2007      |
| 34 | Enfin chez soi !                      | 闇に光を Yami ni hikari wo                                | 22 novembre 2007      |
| 35 | Une épreuve du tonnerre               | 熱き心に Atsuki kokoro ni                                 | 29 novembre 2007      |
| 36 | Montre-moi ce que t'as dans le ventre | 夏に降る雪 Natsu ni furu yuki                             | 6 décembre 2007       |
| 37 | Que le meilleur gagne !               | 危険なふたり Kiken nafutari                               | 13 décembre 2007      |
| 38 | Derrière le masque de Masquerade      | ファイト！ Faito!                                         | 20 décembre 2007      |
| 39 | Alice au pays des mensonges           | 終わりなき旅 Owari naki tabi                              | 27 décembre 2007      |
| 40 | Une bonne leçon !                     | 今日までそして明日から Kyōmadesoshiteasukara              | 10 janvier 2008       |
| 41 | Élémentaire, les amis!                | 氷の世界 Kōri no sekai                                    | 17 janvier 2008       |
| 42 | La Course vers Vestroia!              | どうにもとまらない Dōnimotomaranai                        | 17 janvier 2008       |
| 43 | Si jeunesse Savait!                   | 戦士の休息 Senshi no kyūsoku                              | 24 janvier 2008       |
| 44 | Un coup risqué                        | 狙いうち Nerai uchi                                       | 31 janvier 2008       |
| 45 | La Terre appelle l'équipe d'élite     | 冗談じゃねぇ Jōdan janee                                  | 7 février 2008        |
| 46 | Les Reines due Hit-parade!            | 男の勲章 Otoko no kunshō                                  | 14 février 2008       |
| 47 | Un Sale Combat                        | グッド・ナイト・ベイビー Guddo. naito. beibi              | 21 février 2008       |
| 48 | V pour Vengeance!                     | これが私の生きる道 Korega watashi no iki ru michi         | 28 février 2008       |
| 49 | Wardington, nous voici!               | 翼の折れたエンジェル Tsubasa no ore ta enjieru            | 6 mars 2008           |
| 50 | Le Bon, la brute et le Bakugan!       | 俺たちに明日は無い Ore tachini ashita ha nai              | 13 mars 2008          |
| 51 | Dernière chance pour l'univers        | 命燃やして Inochi moya shite                              | 20 mars 2008          |
| 52 | La partie est terminée                | ナンバーワン·バトルブローラーズ Nanbāwan· batoru burōrāzu | 27 mars 2008          |

#### Saison 2:Bakugan Équipe d'élite La Nouvelle Vestroia(2009-2010)
| No | Titre en français                        | Titre original                                  | Date de 1re diffusion |
| --- | ---------------------------------------- | ----------------------------------------------- | --------------------- |
| 1 | L'invasion des Vestales!                 | 新たなる旅立ち Aratanaru tabidachi              | 12 avril 2009         |
| Les Bakugans sont enfin dans la perfection de leur monde quand soudain des extra-terrestre plutôt ressemblants aux humains s'emparent de leur univers pour caser leur surplus de population. Malheureusement en prenant cette place la paix sur la nouvelle Vestroia est détruite. Drago doit se séparer du noyau parfait pour rejoindre Dan et le convaincre de revenir combattre avec lui. Tout se passe comme prévu sauf que Marucho a décidé de les accompagner sans se faire remarquer. en arrivant, le trio découvre deux vexos. |                                          |                                                 |                       |
| 2 | Face à Face avec Ace                     | シンクロニシティ Shinkuronishiti                | 19 avril 2009         |
| 3 | Gonflés à bloc                           | 我が敵は我にあり Waga teki wa ware niari        | 26 avril 2009         |
| 4 | La mission de Marucho                    | フレンズ Furenzu                                | 3 mai 2009            |
| Dan et Marucho ont tous deux rejoint la Résistance des combattants Bakugan avec Baron, Mira et Ace. Mais Marucho se désole de ne pas avoir de partenaire ; Preyas étant parti, il n'a plus personne avec qui jouer ! Il part alors seul à la recherche d'un nouvel ami. Alors qu'Ace croit à une fugue et une trahison, Marucho rencontre Elfin, une bakugan à élément multiple. Elle lui révèle connaitre Preyas et fait passer quelques « épreuves » à Marucho pour le tester. Mais Mylène, une combattante Vexos, les défie. Marucho combat alors avec Elfin pour la première fois.Mylène commence à avoir l'avantage sur Marucho, mais une personne mystérieuse sauve Marucho et Elfin de Mylène. |                                          |                                                 |                       |
| 5 | Un Goût de Défaite                       | 好敵手 Koutekishu                               | 10 mai 2009           |
| 6 | Le Retour d'un ami                       | 友よ Tomo yo                                    | 17 mai 2009           |
| 7 | Cyber Cauchemar                          | エレクトロ・ワールド Erekutoro・Wārudo          | 24 mai 2009           |
| 8 | Quel est le plan d'action ?              | 挑戦者 Chousensha                               | 31 mai 2009           |
| 9 | Les Chemins de la Liberté                | 自由への扉 Jiyuu heno tobira                    | 7 juin 2009           |
| 10 | Une Visite Surprise                      | ラビリンス Rabirinsu                            | 14 juin 2009          |
| Runo et Julie, restées sur la Terre, s'ennuient beaucoup de Dan, Marucho et Shun. Runo décide alors d'utiliser la machine du grand-père d'Alice afin de se transporter jusqu'en Nouvelle Vestroia. Mais elles ne sont pas sûres que la machine marche parfaitement. Et s'il y avait un problème, Runo resterait coincée entre la Terre et la Nouvelle Vestroia, puis finirait par disparaître ! |                                          |                                                 |                       |
| 11 | Les Visiteurs importuns                  | 男達のメロディー Otokotachi no merodī           | 21 juin 2009          |
| 12 | Démasqué                                 | 仮面の男 Kamen no otoko                         | 28 juin 2009          |
| 13 | Des Voix dans la Nuit                    | 罠 Wana                                         | 5 juillet 2009        |
| 14 | Duel Dans Le Désert                      | 月の砂漠 Gatsu no sabaku                        | 12 juillet 2009       |
| 15 | S'il N'en rest Qu'un...                  | 風になれ Kaze ni nare                           | 19 juillet 2009       |
| Alors que Marucho et Ace ont été capturés par les Vexos, Shun reste seul sur la Nouvelle Vestroia. Il veut se porter au secours de ses amis et rejoindre la cité Bêta mais Shadow Prow le provoque et ils se lancent dans un combat acharné. Lequel des deux gagnera ? Shun va-t-il réussir à battre Shadow et aller libérer Ace et Marucho, alors que Dan, Baron et Mira sont sur Terre, coincés ? Ou bien va-t-il lui aussi tomber et se faire emprisonner par ces Vexos assoiffés de pouvoir… |                                          |                                                 |                       |
| 16 | Montre-Moi ta Puissance!                 | 冷たい雨 Tsumetai ame                           | 26 juillet 2009       |
| Spectra et Gus sont coincés sur la Terre, et se cachent dans une usine désaffectée. Mais Spectra ne peut plus attendre, et il part défier Dan en combat. Drago et Dan acceptent. Dans la première manche, Dan est perdant mais riposte avec Pyrus Scorpion. C'est alors que Spectra sort son bakugan piège. Helios, le bakugan de Spectra, lui reproche de ne pas lui offrir plus de puissance. Spectra accède aux désirs de Hélios et lui accorde une pleine puissance. Dan et Drago sont outrés de voir ce que Spectra inflige à Hélios, et qu'en plus Spectra et son Bakugan s'en fichent ! Grâce à cette nouvelle puissance, Hélios est plus fort que jamais. Drago sera-t-il assez fort pour battre l'horrible Bakugan ? |                                          |                                                 |                       |
| 17 | Personne N'aurait vu mon Bakugan?        | 黒い太陽 Kuroi taiyou                           | 2 août 2009           |
| Dan est affreusement affecté de la perte de Drago, mais il s'entraîne plus que jamais avec Baron afin de garder la forme. Seulement il en fait trop, et attrape une fièvre qui le cloue dans son lit. Il fait un rêve où il court dans un parc en appelant Drago. C'est alors qu'Apollonir, l'un des six anciens bakugan, lui apparait. Il reproche à Dan d'abandonner si vite et de se lamenter sur son sort. Il lui demande si Drago, lui aussi, ne se sent pas coupable de cette défaite. Alors Dan décide de repartir à l'attaque. Il défie Spectra avec Apollonir, espérant ainsi retrouver Drago. Mais Spectra est malin ; et il teste d'abord Apollonir avec Hélios. Enfin, lors de la deuxième manche, il sort Drago. Le bakugan est complètement transformé ! Spectra en a fait un esclave des Vexos ! Dan saura-t-il libérer son Bakugan, son ami ? |                                          |                                                 |                       |
| 18 | Adieu Bakugan?                           | 明日なき暴走 Ashita naki bousou                 | 9 août 2009           |
| 19 | Les Liens familiaux                      | そして…めぐり逢い Soshite... meguriai           | 16 août 2009          |
| 20 | La Bataille de la Cité Bêta              | 裏切りの街角 Uragiri no machikado               | 23 août 2009          |
| 21 | Amour Fraternel                          | 誕生 Tanjou                                     | 30 août 2009          |
| 22 | Bataille Souterraine                     | 天国と地獄 Tengoku to jigoku                    | 6 septembre 2009      |
| 23 | Combats Acharnés                         | うそ Uso                                        | 13 septembre 2009     |
| Dan et ses amis combattent chacun un combattant Vexos ! Le plan du prince était de les diviser pour mieux les battre… Mais cela suffira-t-il ? Dan, Marucho et les autres arriveront-il à battre les Vexos et détruire le contrôleur dimmensionnel de la cité Gamma ?? |                                          |                                                 |                       |
| 24 | Le Bakugan Suprême                       | 赤い衝撃 Akai shougeki                          | 20 septembre 2009     |
| Dan, Marucho, Shun, Ace, Mira et Baron se dirigent tout droit vers le palais du prince Hydron sur le dos de leur bakugan. Mais le prince avait en réserve un quatrième contrôleur dimensionnel. Ramenés à l'état de sphères, les bakugan ne savent plus supporter le poids de leur maître, alors qu'ils étaient en vol ! Shun arrive à se hisser grâce à sa corde sur l'ascenseur qui mène au sommet de la tour avec Mira et Marucho. Mais Dan, Ace et Baron tombent toujours. Drago, Percival et Nemus arrivent, en battant de leurs petites ailes, à sauver leur maître. Alors que les trois amis s'apprêtent à gravir les escaliers de la tour, Spectra surgit et défie Dan en duel. Hélios, le bakugan de Spectra est plus fort que jamais. Combiné aux bakugan pièges spéciaux de Spectra, il est plus fort que le noyau parfait de Drago ! Serait-il possible que Drago soit vaincu par le puissant Hélios, qui n'est autre que la combinaison parfaite entre le bakugan suprême et l'ingéniosité technologique des Vexos ? |                                          |                                                 |                       |
| 25 | Le Compte à Rebours Final                | 限りなき戦い Kagiri naki tatakai                | 27 septembre 2009     |
| 26 | Réunion                                  | 最終決戦 Saishū kessen                          | 4 octobre 2009        |
| Après une bataille phénoménale où Drago et Hélios génèrent plus de 4000 points chacun, le contrôleur dimmensionnel de « secours » du prince Hydron est détruit. Les Bakugan reprennent alors leur forme normale. Mais dans le palais Vestale, le compte à rebours d'auto-drestruction est lancé ! Et Mira, Shun et Marucho font tout ce qu'ils peuvent afin de libérer les six bakugan légendaires. Les Bakugan, de justesse, parviennent à se libérer de leur emprisonnement et sortent du palais. Mais Dan, de son côté, a entamé une bataille à mort avec Spectra, épée contre épée. Drago et Hélios eux-mêmes se battent. Qui sera gagnant ? Dan et Drago sortiront-ils vivant de la cours du palais qui menace d'exploser ? |                                          |                                                 |                       |
| 27 | Les Six Degrés D'extermination           | 戦いは終わらない！ Tatakai wa owaranai!         | 7 novembre 2009       |
| 28 | La Revanche des Vexos                    | 罪と罰 Tsumi to batsu                           | 14 novembre 2009      |
| 29 | Sauvés par la Sirène                     | エメラルドの伝説 Emerarudo no densetsu          | 21 novembre 2009      |
| 30 | Le Jour où la Nouvelle Vestroia s'arrêta | 世界が終わる日 Sekai ga owaru nichi             | 28 novembre 2009      |
| 31 | Le Retour de Spectra                     | 赤い運命 Akai unmei                             | 6 décembre 2009       |
| 32 | L'Attaque Fantôme                        | カンフーレディ Kan Fū Redi                      | 13 décembre 2009      |
| 33 | La trahison de Brontes                   | つのる想い Tsunoru omoi                         | 26 décembre 2009      |
| 34 | L'Invasion de le Terre                   | インベーダー Shinryakusha                       | 2 janvier 2010        |
| 35 | Elfin en cavale                          | 僕にまかせてください Boku nimakasete kudasai    | 9 janvier 2010        |
| 36 | Duel de Samouraïs                        | サムライ Samurai                                | 17 janvier 2010       |
| 37 | Folie Virtuelle                          | ウォンテッド Uonteddo                           | 24 janvier 2010       |
| 38 | Quitte ou Double                         | 華麗なる賭け Karei naru kake                    | 31 janvier 2010       |
| 39 | Pour L'honneur de Spectra                | さらば友よ Saraba tomo yo                       | 7 février 2010        |
| 40 | Embuscade                                | まちぶせ Machibuse                              | 14 février 2010       |
| 41 | Duel au sommet                           | 勝利者 Shourisha                                | 21 février 2010       |
| 42 | Exodus                                   | 親愛なる者へ Shin'ai naru mono he               | 28 février 2010       |
| 43 | Attaque fantomatique                     | 未知なる未来へ Michi naru mirai he              | 6 mars 2010           |
| 44 | L'ultime combat de Spectra               | (対決 Taiketsu                                  | 13 mars 2010          |
| 45 | Fusion confusion                         | 幸せのカタチ Shiawase no katachi                | 20 mars 2010          |
| 46 | La révolte de Volt                       | 反逆のヒーロー Hangyaku no hīrō                 | 27 mars 2010          |
| 47 | L'heure des comptes                      | さよならをするために Sayonara wo surutameni     | 4 mai 2010            |
| 48 | La chute de Mylène                       | みちづれ Michidure                              | 11 mai 2010           |
| 49 | Le défi du Dauphin                       | 仁義なき戦い Jingi naki tatakai                 | 18 mai 2010           |
| 50 | L'arme suprême                           | 最終兵器 Saishū heiki                           | 25 mai 2010           |
| 51 | L'esprit d'équipe                        | 決戦の日 Kessen no nichi                        | 2 mai 2010            |
| 52 | Finale infernale                         | 超！最強！ウォーリアーズ Chou! Saikyou! Uōriāzu | 9 mai 2010            |

##### Saison 3:Les Envahisseurs de Gundalia (2010-2011)
1. Nouveau départ (A New Beginning)
2. Révélation (Revelation)
3. La visiteuse (The Visitor )
4. Un futur combattant (Brawler To Be)
5. Confrontation (Confrontation)
6. Démasqué (Exposed)
7. Les vraies couleurs (True Colours)
8. Surpris par l'ennemi (Hostile Takeover)
9. Attaque jumelée (Twin Attack)
10. Surgi des ténèbres (Escape From Darkness)
11. Livraison secrète (The Secret Package)
12. L'élément (The Element)
13. Jumeaux maléfiques (Twin Evil)
14. Le globe sacré (The Sacred Orb)
15. L'unité piège (Decoy Unit)
16. Diversion (The Secret Switch)
17. La bataille pour le deuxième bouclier (Battle For the Second Shield)
18. Le rappel (Curtain Call)
19. Le secret du globe (The Secret of the Orb)
20. Partenaires jusqu'au bout (Partners 'Til the End)
21. Diviser pour vaincre (Divide and Conquer)
22. Attaque motorisée (Mobile Assault)
23. Le retour de Sid (Sid Returns)
24. Dharak Colossal (Colossus Dharak)
25. Dragonoïd Colossus (Dragonoid Colossus)
26. Le pardon (Forgiveness)
27. Au cœur de la tempête (Into the Storm)
28. Le retour de Jake (Jake Returns)
29. La Genèse (Genesis)
30. Les Infiltrés (Infiltrated)
31. La véritable évolution (True Evolution)
32. La Rédemption (Redemption)
33. Le dernier combat de Jake (Jake's Last Stand)
34. Frappe décisive (Final Strike)
35. La grande évasion (Dream Escape)
36. L'épreuve de force Gundalienne (Gundalian Showdown)
37. Le sortilège est rompu (Broken Spell)
38. Code Eve (Code Eve)
39. Le destin révélé (Destiny Revealed)

#### Saison 4:Bakugan La Déferlante Mechtanium(2011-2012)
1. Épreuve de force dans l'Hyper-espace
2. Mechtogan dévastateur
3. Déconnexion
4. Tomber en disgrâce
5. Le défi des tri-tornades
6. L'angoisse de la défaite
7. Explosion BakuNano
8. De Retour Sur La Nouvelle Vestroïa
9. Éviter Le Chaos
10. Combat Royal
11. Synchronie
12. Quête intérieure
13. Reconnexion
14. Triple menace
15. L'hyper espace assiégé
16. Le retour du héros
17. Gundalia sous le feu ennemi
18. Ligne de front
19. Ouvrir la porte
20. Les vraies couleurs
21. Beauté dangereuse
22. Ce n'est que partie remise
23. Derrière le masque
24. L'apocalypse de l'Hyperespace
25. Lune noir
26. Le choc final
27. De dangereux visiteurs
28. Wiseman survient
29. Le lien mystérieux
30. Le Bakugan prodigue
31. Fusion impossible
32. Des ennemis alliés
33. La bataille pour Bakugan Land
34. Le retour de Gunz
35. Combats de combinaisons
36. Le compte à rebours de l'Apocalypse
37. Au bord du précipice
38. Le saut de la victoire
39. Dans le repaire de l'ennemi
40. Gunz est vivant!
41. Évolution maléfique
42. Le mal contre le mal
43. La bataille de la Dimension Néant
44. Le souffle du passé
45. Le début de la fin
46. Boucler la boucle

### Distribution

#### Voix québécoises
- Nicolas Charbonneaux-Collombet : Dan
- Sébastien Reding : Marucho / Prince Hydron (2e voix)
- Annie Girard : Runo Misaki
- Marc St-Martin : Shun
- Émilie Bibeau : Julie
- Julie Beauchemin : Alice
- David Laurin : Joe / Tatsuya
- Daniel Picard : Drago / Contestir
- François Sasseville : Preyas / Angelo-Diablo / Airzel
- Claudine Chatel : Skyress
- Valérie Gagné : BakuPod, Gantelet, BakuMêtre
- Mélanie Laberge : Tigrerra
- Patrick Chouinard : Hydranoid
- Éric Bruneau : Mascarade
- Daniel Roy : Klaus Von Hertzen
- Catherine Bonneau : Chan Lee
- Stéphane Rivard : Julio / Roi Zénold
- Nicholas Savard L'Herbier : Billy
- Jacques Lavallée : Dr Michael / Hal-G
- Catherine Proulx-Lemay : Wavern
- François Trudel : Naga
- Michel M. Lapointe : Apollonir
- Ariane-Li Simard-Côté : Mira
- Gabriel Lessard : Ace
- Yan England : Baron (1re voix)
- Émile Mailhiot : Baron (2e voix)
- Philippe Martin : Keith (alias Spectra)
- Bianca Gervais : Mylène
- Alexandre Fortin : Shadow Prove
- Frédérik Zacharek : Volt
- Maxime Séguin-Durand : Lync
- Martin Desgagné : Gus
- Nicolas Bacon : Prince Hydron (1re voix)
- Pierre-Étienne Rouillard : Professeur Clay
- Hélène Mondoux : Sirenoid (bakugan de Klaus)
- Marika Lhoumeau : Elphin (2e bakugan de Marucho)
- Widemir Normil : Wilda (bakugan de Mira)
- Sylvain Massé : Percival (bakugan d'Ace)
- Yves Soutière : Nemus (bakugan de Baron)
- Yves Corbeil : Helios
- Aline Pinsonneault : Fabia
- Johanne Garneau : Kazarina
- Sébastien Dhavernas
- Pierre-Yves Cardinal : Sid
- Véronique Marchand : Lena / Zenet
- Rose-Maïté Erkoreka : Sellon
- Stéphane Franche : Robin

 Source et légende : version québécoise (VQ) sur Doublage.qc.ca et Planète Jeunesse

## Jeux vidéo
- Bakugan : Battle Brawlers (2009, Nintendo DS, Wii, PlayStation 2, PlayStation 3, Xbox 360)
- Bakugan Battle Brawlers : Battle Trainer (2010, Nintendo DS)
- Bakugan Dimensions (2010, Microsoft Windows)
- Bakugan Battle Brawlers : Arcade Battler (2010, Arcade uniquement au Japon)
- Bakugan : Defenders of the Core (2010, Nintendo DS, Wii, PlayStation 3, PlayStation Portable, Xbox 360)
- Bakugan : Rise of the Resistance (2011, Nintendo DS)